# Adolf Vogt (Mediziner)
Adolf Vogt (* 27. Oktober 1823 in Gießen; † 28. Dezember 1907 in Bern) war ein deutsch-schweizerischer Mediziner.

## Leben
Vogt wurde 1823 als Sohn des Mediziners Philipp Friedrich Wilhelm Vogt geboren. Seine Brüder waren der Politiker Carl Vogt und die Juristen Gustav Vogt und Emil Vogt.
Adolf Vogt begann ein Mathematikstudium in Bern und Zürich, studierte dann aber Medizin in Bern und Paris. Im Jahr 1848 promovierte er in Bern, im selben Jahr heiratete er Rosa Caroline Imer. Ab 1849 arbeitete er als Cholera-Arzt in Ville-d’Avray bei Paris, von 1850 bis 1856 als Arzt in Laupen und 1856 bis 1877 in Bern, wo er von 1877 bis 1893 Professor der Hygiene an der Universität Bern war.
Vogt setzte sich für die öffentliche Gesundheitspflege insbesondere in der Stadt Bern ein (Epidemienbekämpfung, Verbesserung der Wohnverhältnisse und der Abwasserentsorgung) und veröffentlichte impfkritische Schriften. Er wurde „Affenvogt“ genannt, weil er die Abstammung des Menschen vom Affen betonte. Der Sozialreformer saß 1882–1899 als Arbeitervertreter im Berner Stadtrat und war ein enger Vertrauter der Revolutionäre Michael Bakunin und Alexander Herzen. Ab 1846 war er in Erlach heimatberechtigt.